# Graholika
Graholika (graholik, kukavičica, lat. Lathyrus), rod jednogodišnjeg raslinja i trajnica većinom penjačica iz porodice mahunarki. Postoji 179 vrsta i 1 hibrid (notovrsta), od toga 30 vrsta u Hrvatskoj.
Pisum (grašak) je sinonim za Lathyrus

## Vrste
1. Lathyrus alamutensis Mozaff., Ahavazi & Charkhch.
2. Lathyrus alpestris (Waldst. & Kit.) Celak., gorska graholika
3. Lathyrus amphicarpos L.
4. Lathyrus angulatus L.,  uglata graholika
5. Lathyrus anhuiensis Y.J.Zhu & R.X.Meng
6. Lathyrus annuus L., jednogodišnja graholika
7. Lathyrus apenninus F.Conti
8. Lathyrus aphaca L., vitičasta graholika
9. Lathyrus armenus (Boiss. & A.Huet) Celak.
10. Lathyrus articulatus L.
11. Lathyrus atropatanus (Grossh.) Sirj.
12. Lathyrus aureus (G.Lodd. ex Drapiez) D.Brândzã
13. Lathyrus basalticus Rech.f.
14. Lathyrus bauhini P.A.Genty,  Bauhinijeva graholika
15. Lathyrus belinensis Maxted & Goyder
16. Lathyrus berteroanus Colla
17. Lathyrus biflorus T.W.Nelson & J.P.Nelson
18. Lathyrus bijugus Boiss. & Noe; Boiss.
19. Lathyrus binatus Pancic
20. Lathyrus bitlisicus Pesmen
21. Lathyrus blepharicarpos Boiss.
22. Lathyrus boissieri Sirj.
23. Lathyrus brachycalyx Rydb.
24. Lathyrus brachyodon Murb.
25. Lathyrus brachypterus Celak.
26. Lathyrus cabrerianus Burkart
27. Lathyrus campestris Phil.
28. Lathyrus cassius Boiss.
29. Lathyrus caudatus C.F.Wei & H.P.Tsui
30. Lathyrus chloranthus Boiss. & Balansa
31. Lathyrus chrysanthus Boiss.
32. Lathyrus cicera L., crvena graholika
33. Lathyrus ciliatidentatus Czefr.
34. Lathyrus cilicicus Hayek & Siehe
35. Lathyrus ciliolatus Sam. ex Rech.f.
36. Lathyrus cirpicii Günes
37. Lathyrus cirrhosus Ser.
38. Lathyrus clymenum L.,  tamnocrvena graholika
39. Lathyrus collae Martic.
40. Lathyrus crassipes Gilies ex Hook. & Arn.
41. Lathyrus czeczottianus Bässler
42. Lathyrus davidii Hance
43. Lathyrus decaphyllus Pursh
44. Lathyrus delnorticus C.L.Hitchc.
45. Lathyrus dielsianus Harms ex Diels
46. Lathyrus digitatus (M.Bieb.) Fiori, prstasta graholika
47. Lathyrus egirdiricus Genç & Sahin ex L.A.Silva, J.Freitas, V.F.Dutra & Alves-Araújo
48. Lathyrus elegans Vogel
49. Lathyrus elongatus (Bornm.) Sirj.
50. Lathyrus emodi (Wall. ex Fritsch) Fritsch
51. Lathyrus eucosmus Butters & H.St.John
52. Lathyrus filiformis (Lam.) Gay
53. Lathyrus fissus Ball
54. Lathyrus formosus (Steven) Kenicer
55. Lathyrus frolovii N.D.Simpson
56. Lathyrus fulvus (Sm.) Kosterin
57. Lathyrus glandulosus Broich
58. Lathyrus gloeosperma Warb. & Eig
59. Lathyrus gmelinii Fritsch
60. Lathyrus golanensis O.Cohen & Plitmann
61. Lathyrus gorgoni Parl.
62. Lathyrus graminifolius (S.Watson) T.G.White
63. Lathyrus grandiflorus Sm.
64. Lathyrus grimesii Barneby
65. Lathyrus hallersteinii Baumg.
66. Lathyrus hasslerianus Burkart
67. Lathyrus heterophyllus L.
68. Lathyrus hierosolymitanus Boiss.
69. Lathyrus hirsutus L., rutava graholika
70. Lathyrus hirticarpus Mattatia & Heyn
71. Lathyrus hitchcockianus Barneby & Reveal
72. Lathyrus holochlorus (Piper) C.L.Hitchc.
73. Lathyrus hookeri G.Don
74. Lathyrus humilis (Ser.) Spreng.
75. Lathyrus hygrophilus Taub.
76. Lathyrus inconspicuus L., sitna graholika
77. Lathyrus incurvus (Roth) Willd.
78. Lathyrus japonicus Willd.
79. Lathyrus jepsonii Greene
80. Lathyrus karsianus P.H.Davis
81. Lathyrus ketzkhovelii A.A.Avazneli
82. Lathyrus komarovii Ohwi
83. Lathyrus krylovii Serg.
84. Lathyrus laetivirens Greene ex Rydb.
85. Lathyrus laevigatus (Waldst. & Kit.) Gren., žućkastosmeđa graholika
86. Lathyrus lanszwertii Kellogg
87. Lathyrus latidentatus Elenevsky
88. Lathyrus latifolius L.,  širokolisna graholika
89. Lathyrus laxiflorus (Desf.) Kuntze,  narijetkocvjetna graholika
90. Lathyrus layardii Ball ex Boiss.
91. Lathyrus ledebourii Trautv.
92. Lathyrus lentiformis Plitmann
93. Lathyrus leptophyllus M.Bieb.
94. Lathyrus libani Fritsch
95. Lathyrus linearifolius Vogel
96. Lathyrus linifolius (Reichard) Bässler, lanolisna graholika
97. Lathyrus littoralis (Nutt. ex Torr. & A.Gray) Endl. ex Walp.
98. Lathyrus lomanus I.M.Johnst.
99. Lathyrus lycicus Boiss. & Heldr.
100. Lathyrus macropus Gillies ex Hook. & Arn.
101. Lathyrus macrostachys Vogel
102. Lathyrus magellanicus Lam.
103. Lathyrus marmoratus Boiss. & Balansa
104. Lathyrus meridensis Pittier
105. Lathyrus mulkak Lipsky
106. Lathyrus multiceps Clos
107. Lathyrus multijugus (Ledeb.) Czefr.
108. Lathyrus nervosus Lam.
109. Lathyrus neurolobus Boiss. & Heldr.
110. Lathyrus nevadensis S.Watson
111. Lathyrus niger (L.) Bernh., crna graholika
112. Lathyrus nigrivalvis Burkart
113. Lathyrus nissolia L., bezlisna graholika
114. Lathyrus nitens Vogel
115. Lathyrus nivalis Hand.-Mazz.
116. Lathyrus nudicaulis (Willk.) Amo
117. Lathyrus numidicus Batt.
118. Lathyrus ochraceus Kitt., orešac žuti
119. Lathyrus ochroleucus Hook.
120. Lathyrus ochrus (L.) DC., žućkastobijela graholika
121. Lathyrus odoratus L., mirisna graholika
122. Lathyrus oleraceus Lam.
123. Lathyrus pallescens (M.Bieb.) K.Koch
124. Lathyrus palustris L., močvarna graholika
125. Lathyrus pancicii Adamovic
126. Lathyrus pannonicus (Jacq.) Garcke, panonska graholika
127. Lathyrus paraguariensis Hassl.
128. Lathyrus paranensis Burkart
129. Lathyrus parodii Burkart
130. Lathyrus pauciflorus Fernald
131. Lathyrus pisiformis L.
132. Lathyrus plitmannii Greuter & Burdet
133. Lathyrus polyphyllus Nutt.
134. Lathyrus pratensis L.,  livadna graholika
135. Lathyrus pseudocicera Pamp.
136. Lathyrus pubescens Hook. & Arn.
137. Lathyrus pusillus Elliott
138. Lathyrus pygmaeus Gomb.
139. Lathyrus quinquenervius (Miq.) Litv. ex Kom.
140. Lathyrus rigidus T.G.White
141. Lathyrus roseus Steven
142. Lathyrus rotundifolius Willd.
143. Lathyrus satdaghensis P.H.Davis
144. Lathyrus sativus L., sjetvena graholika
145. Lathyrus saxatilis (Vent.) Vis., kamenjarska graholika
146. Lathyrus setifolius L., bodljastolisna graholika
147. Lathyrus spathulatus Celak.
148. Lathyrus sphaericus Retz., okruglasta graholika
149. Lathyrus speciosus G.Don
150. Lathyrus splendens Kellogg
151. Lathyrus stenolobus Boiss.
152. Lathyrus stenophyllus Boiss. & Heldr.
153. Lathyrus subandinus Phil.
154. Lathyrus subulatus Lam.
155. Lathyrus sulphureus W.H.Brewer ex A.Gray
156. Lathyrus sylvestris L., šumska graholika
157. Lathyrus tauricola P.H.Davis
158. Lathyrus tefennicus Genç & Sahin
159. Lathyrus tingitanus L.
160. Lathyrus tomentosus Lam.
161. Lathyrus torreyi A.Gray
162. Lathyrus trachycarpus (Boiss.) Boiss.
163. Lathyrus transsylvanicus (Spreng.) Fritsch
164. Lathyrus tremolsianus Pau
165. Lathyrus tropicalandinus Burkart
166. Lathyrus tuberosus L., gomoljasta graholika
167. Lathyrus tukhtensis Czeczott
168. Lathyrus turcicus Hamzaoglu
169. Lathyrus undulatus Boiss.
170. Lathyrus vaniotii H.Lév.
171. Lathyrus variabilis (Boiss. & Kotschy) Celak.
172. Lathyrus venetus (Mill.) Wohlf., šarena kukavičica
173. Lathyrus venosus Muhl. ex Willd.
174. Lathyrus vernus (L.) Bernh.,  proljetna kukavičica
175. Lathyrus vestitus Nutt.
176. Lathyrus vinealis Boiss. & Noë
177. Lathyrus whitei Kupicha
178. Lathyrus woronowii Bornm.
179. Lathyrus zalaghensis Andr.
180. Lathyrus ×tournefortii (Lapeyr.) A.W.Hill